# Калинівка (Воскресенська селищна громада)
Кали́нівка (МФА: [kɐˈɫɪɲiu̯kɐ] ( прослухати); до 1790 р. — Карпівка) — село в Україні, у Воскресенській селищній громаді Миколаївського району Миколаївської області. Населення становить 3 219 осіб.

## Розташування
Розташована на лівому березі річки Інгул, за 18 км від Миколаєва. Відстань до найближчої залізничної станції Горохівка на лінії Миколаїв-Долинська — 8 км. Біля села проходить автодорога Миколаїв — Кривий Ріг.

## Історія

### Давні часи
На території, де розташована Калинівка виявлені залишки кількох поселень епохи бронзи (II тисячоліття до н. е.) і скіфського часу (IV-III ст. до н. е.), грецьких поселень II ст. до н. е. — перші століття н. е. Розкопано також поховання у кургані і знайдена кам'яна скульптура скіфської доби.

### Російська імперія
До 1775 р. на місці сучасного села був розташований зимівник запорожця Карпа Островерха, від якого поселення отримало назву Карпівка.
У 1790 р. тут було засновано Адміралтейське поселення, назване Калинівкою через порослий верболозом і калиною берег Інгулу. Тут поселилися ремісники Миколаївської суднобудівної верфі. У поселенні осідали також відставні солдати і селяни, що працювали на Богоявленській канатній фабриці.
У 1795 р. у Калинівці проживали 81 чоловік і 72 жінки. Пізніше царський уряд переселив сюди засуджених на каторгу селян з Малоросійської, Київської, Волинської та інших губерній. Основними заняттями поселенців були скотарство і землеробство. Разом з тим, через залежність від адміралтейства, вони обслуговували підприємства морського відомства. Чоловіки у віці від 16 до 60 років щорічно по три місяці працювали на Миколаївській суднобудівній верфі. Їх заробітна плата була мізерною — 2 руб. 70 коп на місяць, або 32 руб. 40 коп. на рік.
З розвитком кораблебудування і виникненням нових підприємств у Миколаєві зростало й населення Калинівки. Тут селилися родини робітників суднобудівного заводу. У 1811 р. в селі мешкало 643 особи, а в 1836 році — вже 1306.
У 1859 р. в користуванні мешканців Калинівки, яких у той час налічувалося 2268 (344 дворів), перебувало 6777 десятин землі, з них орної, сіножатей та толоки — 6317. Церква володіла 120 десятинами. В селі були три вітряні і чотири водяні млини.
У 1861 р. Калинівка була перетворена в передмістя, а жителі його звільнено від усіх робіт у адміралтействі.
З 1877 р. Калинівка стала посадом, що знаходився в підпорядкуванні Херсонської губернської адміністрації.
В кінці XIX ст. населення посада становило 3380 осіб (618 господарств). Основним їх заняттям було землеробство. Діяли 25 млинів, 11 торгових закладів.
Напередодні Першої світової війни в Калинівці проживало 5652 людини.

### Міжвоєнний час
Навесні 1921 року в Калинівці Комуністи і комсомольці організували і здійснили Голодомор.
У 1924 р. в Калинівці мешкало 4380 осіб, а через два роки, за даними перепису населення, тут налічувалося 4470 мешканців, 1006 господарств. У 1920 р. почав працювати фельдшерський пункт, в 1922 р. — амбулаторія.
Ще в 1919 р. в селі був створений народний хор. 7 листопада 1920 р. у Калинівці відкрився театр на 180 місць, на базі якого в 1923 р. утворився перший в Миколаївській окрузі сільський клуб імені Т. Г. Шевченка.
До кінця 30-х рр.. у Калинівці проживало понад 4500 осіб . Майже половина дорослого населення була зайнята на промислових підприємствах Миколаєва.

### Друга світова війна
16 серпня 1941 року Калинівку захопили німецькі війська. За 2,5 роки німецької окупації німці розстріляли близько 10 тис. військовополонених (Калинівка була місцем знищення військовополонених з різних концтаборів, розташованих на території області). У роки німецької окупації в селі діяла антинімецьки налаштована підпільна група. На світанку 22 березня 1944 воїни 34-го гвардійського стрілецького корпусу 6-ї армії (командир корпусу генерал-лейтенант Д. І. Рябишев) вибили німців із села.
Близько 400 односельців воювали на фронтах Другої світової війни, 196 з них загинули, 86 — нагороджені орденами і медалями Союзу РСР.

### Післявоєнний час
В 1951 році в результаті Радянсько-польського обміну ділянками територій на територію села було насильно переселено мешканців сіл Вільховець, Панищів, Соколе, Соколова Воля, Стерв'яжик, Хревт, Ялове, Ясінь Дрогобицької області (нині територія Польщі).
У 1950 р. завершено електрифікацію села, розгорнулися іригаційні та меліоративні роботи. Для селян було споруджено 209 житлових будинків. У 1950 р. в селі діяла лікарська дільниця (амбулаторія та стаціонарне відділення на п'ять ліжок), котру обслуговували фельдшер і акушерка. Згодом запрацювали амбулаторія, аптека, у яких працювало вісім медпрацівників, з них два лікаря, шестеро людей середнього медперсоналу. Головним лікарем в Калинівській лікарні був, випускник Одеського медичного університету ім. Пирогова, Засл. донор СРСР, Холявко Анатолій Іванович. Він був унікальним, високоосвіченим лікарем, який лікував навіть дуже складні хвороби, які можливо було лікувати тільки в обласному центрі. Сільчани його дуже поважали, бо рівень медичного обслуговування був на високому рівні. Були дитячі ясла та дитсадок на 60 місць. У середній школі За керівництва колгоспом ім. Леніна, Героя Соціалістичної праці, Танченко Степана Дмитровича, була побудована в 1967 р. двоповерхова сучасна школа, де займалося 500 учнів і працювало 35 вчителів. Під час керівництва колгоспом, Танченко С. Д. був побудований водопровід та вулиці були покриті твердим асфальтним покриттям, по сучасним технологіям. На краю села, над річкою був великий колгоспний фруктовий сад та виноградники.
У Калинівці 96 колгоспників відзначені урядовими нагородами. Ордена Леніна удостоєні доярка А. П. Нікітіна і бригадир І. І. Моторний, орденів Жовтневої Революції і Трудового Червоного Прапора — тракторист І. С. Сторчеус, який пропрацював на одному тракторі чверть століття. Орденом Трудового Червоного Прапора нагороджені ланкова В. П. Осипова, доярка Г. Г. Фільтанович, механізатори І. С. Кобилкін, М. І. Ніконов, В. Є. Петров.

## Населення
Згідно з переписом УРСР 1989 року чисельність наявного населення села становила 3727 осіб, з яких 1722 чоловіки та 2005 жінок.
За переписом населення України 2001 року в селі мешкало 3488 осіб.

### Мова
Розподіл населення за рідною мовою за даними перепису 2001 року:
| Мова       | Відсоток |
| ---------- | -------- |
| українська | 92,57 %  |
| російська  | 6,57 %   |
| молдовська | 0,26 %   |
| вірменська | 0,23 %   |
| болгарська | 0,06 %   |
| білоруська | 0,03 %   |
| гагаузька  | 0,03 %   |
| інші       | 0,25 %   |

## Відомі земляки
Уродженцями села є:
- Баклан Андрій Якович (1917—1985) — льотчик, Герой Радянського Союзу.
- Непсов Сергій Олександрович (1994—2017) — український військовослужбовець, солдат Збройних сил України, учасник російсько-української війни.
- Оскома Анатолій Володимирович (1956) — український співак. Лауреат Всеукраїнських конкурсів. Закінчив Одеську державну консерваторію ім. А. В. Нежданової в класі Нродної артистки України, академіка, професора Поліванової Галини Анатолівни. Після закінчення Одеської державної консерваторії з 13 Жовтня 1982 року почав працювати солістом-вокалістом в Одеській обласній філармонії.  З 1994 року по1998 рік працював за контрактом як соліст- вокаліст у Німеччині (Баварія. м.Мюнхен) Гастролював у таких країнах як Італія, Австрія, Швейцарія, Люксембург, Сполучені Штати Америки та інші країни.. У 1998 році заснував та був власником та директором ТФ "Козакен - Концерт Інтернешл"  Провів багато творчих проектів. Самі великі і важливі це організував та очолив гастролі в Італію (о.Сіцілія) Одеського Сімфонічного оркестру за що був нагороджений італійською організацією "KIWANIS CLUB AUGUSTA" у 2000 році  та гастрольне турне всесвітньо відомого Віденского Штраус - Оркестру з Австрії в Україні. Живе і працює зараз в м. Одесі
- Плохой Михайло Максимович (1923—1944) — льотчик, тричі орденоносець, збитий під час боїв за визволення Одеси, у якій йому встановлено пам'ятник.
- Пономаренко Іван Вікторович (1945-2019) — український оперний співак, баритон, Народний артист України. (11.04.1945 - 11.04.2019 р.р.) Закінчив Одеську державну консерваторію ім.А.В.Нежданової. в класі професора, Ольги Миколаївни Благовідової.  У 1974 році здобув першу премію на Всесоюзному конкурсі імені М. Глінки. А пізніше став переможцем у Міжнародному конкурсі вокалістів ім. П.І.Чайковського у Москві, Перша премія та Золота медаль.  З того ж року — соліст Одеського театру опери і балету а пізніше, з 1981 року ведучий соліст Національної опери України у Києві. Помер 11 квітня 2019 року у місті Києві.
- Танченко Степан Дмитрович (1911 — ?) — Голова колгоспу ім. Леніна, нагороджений Золотою Зіркою «Герой Соціалістичної Праці».
- Холявко Анатолій Іванович — головний лікар Калинівської лікарні. Заслужений донор СРСР.
- Шаповаленко Семен Тихонович (1913—1942) — кулеметник, Герой Радянського Союзу.

## Переписи населення
1795 рік. ДАМО Ф.243, оп.1, спр.106. Ревізька казка адміралтейських поселень Воскресенськ та Калинівка. Дивитись онлайн [Архівовано 9 березня 2018 у Wayback Machine.].
1812 рік. ДАМО Ф.246, оп. 2, спр. 16. Перепис адміралтейських поселень Воскресенське та Калинівка. Дивитись онлайн [Архівовано 10 березня 2018 у Wayback Machine.].
1835 рік. ДАМО Ф.222, оп. 1, спр. 41.Ревізька казка адмиралтейських поселян Калинівки. Дивитись онлайн [Архівовано 9 березня 2018 у Wayback Machine.].